# Кьонигсбергски университет
Вижте пояснителната страница за други значения на Кьонигсберг.
Кьонигсбергският университет, известен също като Академия Албертина, е най-старият университет в Прусия и Германия, както и най-старият на съвременната територия на Русия.
Университетът на Кьонигсберг е открит на 17 август 1544 г. от херцог Албрехт фон Бранденбург-Ансбах – последния велик магистър на Тевтонския орден и първи херцог на Прусия. Той е 2-рият по ред, създаден на територията на бъдещата Пруско-бранденбургска държава – след университета във Франкфурт на Одер (1506), и най-престижното академично учлеждение в Прусия до учредяването на Берлинския университет.
Първоначално е наречен Академия, а в памет на основателя му получава името Академия Албертина през 1656 г. Радва се на много привилегии и свободи. Преподавателите му са принадлежали към най-висшите слоеве на обществото, а студентите му били обединени в корпорации със свои специфични структури и традиции.
Кьонигсбергската академия „Албертина“ е организирана по модела на останалите германски университети, и е имала първоначално 4 факултета: 3 „по-високи“ – богословски (теологичен), правен и медицински, и „по-долен“ – философски. Природните науки и математиката се преподавали и изучавали във Философския факултет.
Пръв ректор на Университета е пристигналият специално за целта от Франкфурт на Одер поет и хуманист Георг Сабинус (1508 – 1560), син на един от стълбовете на Реформацията – Филип Меланхтон. Оглавен от ректор, академичният състав се състоял от 10 професори, повечето от които пристигат отвъд границите на херцогство Прусия. В годината на откриването на университета в него постъпили повече от 300 студенти.
Първоначално университетът е фокусиран върху разпространението на германската култура всред балтийските народи, като доброволно се присъединяват преподаватели от Полша и Литва. Неговите възпитаници ставали учители, пастори, държавни служители и владеели (освен немски) полски, литовски и пруски език. Целите с учредяването му от Албрехт Хохенцолерн били да въведе новата християнска вяра в лютеранската ѝ конфесия извън границите на германските земи, както и да насърчи приемането на християнството от съседните на германците езичници.
В университета придобиват висше образование над 100 видни държавници на Руската империя. Той е алма матер на такива имена в световната наука и просвета като:
- Кирил Разумовский – последен хетман на Войско Запорожское, генерал-фелдмаршал и президент на Санкт-Петербургската академия на науките,
- Йохан Хердер и
- Имануел Кант.

В деня на 300-годишнината на университета (31 август 1844 г.) кралят на Прусия Фридрих Вилхелм IV полага нов крайъгълен камък на новата му сграда „Албертина“, проектирана от архитект Фридрих Щюлер в неоренесансов стил. Новата сграда на ректората е отворена на 20 юли 1862 г.
До 350-годишнината си през 1894 г. в Университета получават годишно висше образование над 658 студенти обучавани от 98 професори и асистенти. Най-голям е медицинският факултет. През първата половина на XX век само в „горните факултети“ на Кьонигсбергския университет се обучават повече от 1000 студенти.
По онова време университетът има вече 6 факултета (по естествени науки; селскостопански; богословски; юридически и политически науки; медицински и философски). Към факултетите са създадени и прикрепени повече от 40 университетски институции, като:
- Институт по експериментална физика;
- Минераложки институт;
- Геоложки и палеонтоложки институт;
- Ботаническа градина;
- Зоологически музей и т.н.

Университетът притежавал и астрономическа и геофизична обсерватории, 7 медицински клиники, спортен клуб „Палестра Албертинум“, няколко изключително богати библиотеки (в това число и знаменитата „Сребърна библиотека“.
В края на август 1944 г. в резултат от британските бомбардировки на града повече от 80 % от университетските сгради са сринати. На 28 януари 1945 г. е решено оцелялото от бомбардировките имущество от Университета да бъде евакуирано на запад в близост до Фленсбург, и след това до Гьотинген. С това историята на Кьонигсбергския университет свършва в последните месеци в Европа на Втората световна война.
Върху фасадата на Ректората на университета на медальони били изобразени най-видните му възпитаници: Фридрих Вилхелм Бесел, Карл Фридрих Бурдах, Карл Готфрид Хаген, Йохан Фридрих Хербарт, Карл Густав Якоби, Кристиан Яков Краус, Карл Лахман, Симон Дах, Йохан Георг Хаман, Теодор Готлиб фон Хипел, Имануел Кант и Йохан Готфрид Хердер.
В съответствие с планираната реконструкция на центъра на Калининград е взето решение да бъде възстановено зданието на Ректората на Кьонигсбергския университет, което е разрушено при съюзническите бомбардировки на Кьонигсберг. В планираната за възстановяване сграда ще се помещава факултет на днешния Балтийски федерален университет, носещ името на Имануел Кант.